# سوسة فراشية كبريتية
سوسة فراشية كبريتية (الاسم العلمي:Tinea sulfurata) هي نوع من الحشرات تتبع جنس السوسة الفراشية من فصيلة السوسيات الفراشية.